# Marietta (Wisconsin)
Marietta – miasto w Stanach Zjednoczonych, w stanie Wisconsin, w hrabstwie Crawford.